# Volla (bedrijf)
Volla (officieel: Volla Systeme) is een Duitse fabrikant van smartphones en tablets, en tevens softwareontwikkelaar. Kenmerkend aan het bedrijf is dat de productie van toestellen in Duitsland plaatsvindt en dat het een grote nadruk legt op privacy en open source. Zo levert Volla op de telefoons en tablet het door hen ontwikkelde Volla OS (gebaseerd op Android) en, naar keuze, Ubuntu Touch. Op Volla OS staat een minimale, zelf-ontwikkelde gebruikersomgeving zonder Google-apps centraal; op Ubuntu Touch een uitgebreidere omgeving met ondersteuning voor platform-eigen- en desktopapps.

## Geschiedenis
Het bedrijf werd in 2019 opgericht door dr. Jörg Wurzer. De eerste telefoon, simpelweg de Volla Phone genaamd, verscheen in 2020 na een in eerste instantie mislukte en later succesvolle crowdfundingcampagne op Kickstarter. Een jaar later volgde het tweede model, de Volla Phone X. Dit model was voorzien van een extra stevige behuizing. In 2022 werd begonnen met de crowdfunding van de Volla Phone 22. In 2023 volgde de Volla Phone X23 en in 2024 de Volla Phone Quintus. Laatstgenoemd toestel werd tevens optioneel geïntegreerd in de gedistribueerde cloud: bij gebruik van de clouddiensten worden alle gegevens verdeeld over toestellen van andere gebruikers, in plaats van op servers van Volla of andere bedrijven. Ook werd datzelfde jaar de eerste tablet aangekondigd: Volla Tablet. De tablet beschikt over een optioneel toetsenbord en stylus. De uitlevering daarvan stond voor oktober 2024 gepland, maar op 16 oktober werd bekendgemaakt dat deze een maand werd uitgesteld.

## Apparaten
| Jaar | Naam                | Soort      |
| ---- | ------------------- | ---------- |
| 2020 | Volla Phone         | smartphone |
| 2021 | Volla Phone X       | smartphone |
| 2022 | Volla Phone 22      | smartphone |
| 2023 | Volla Phone X23     | smartphone |
| 2024 | Volla Phone Quintus | smartphone |
| 2025 | Volla Tablet        | tablet     |